# Lac de Neuchâtel
Pour les articles homonymes, voir Neuchâtel (homonymie).
Le lac de Neuchâtel, en allemand : Neuenburgersee, est le plus grand lac entièrement suisse. Sa surface est de 217,9 km2. Il fait partie du Pays des Trois-Lacs et sa rive orientale est située sur la frontière linguistique français-allemand et borde le Seeland. Il appartient au bassin versant du Rhin, par son émissaire le canal de la Thielle, puis par le lac de Bienne et l'Aar.
Le littoral nord a connu un important développement économique avec l'achèvement du réseau autoroutier régional.
Il est aussi connu pour avoir abrité une agglomération celte sur palafittes appelée La Tène et qui donne son nom au second Âge du Fer.

## Géographie

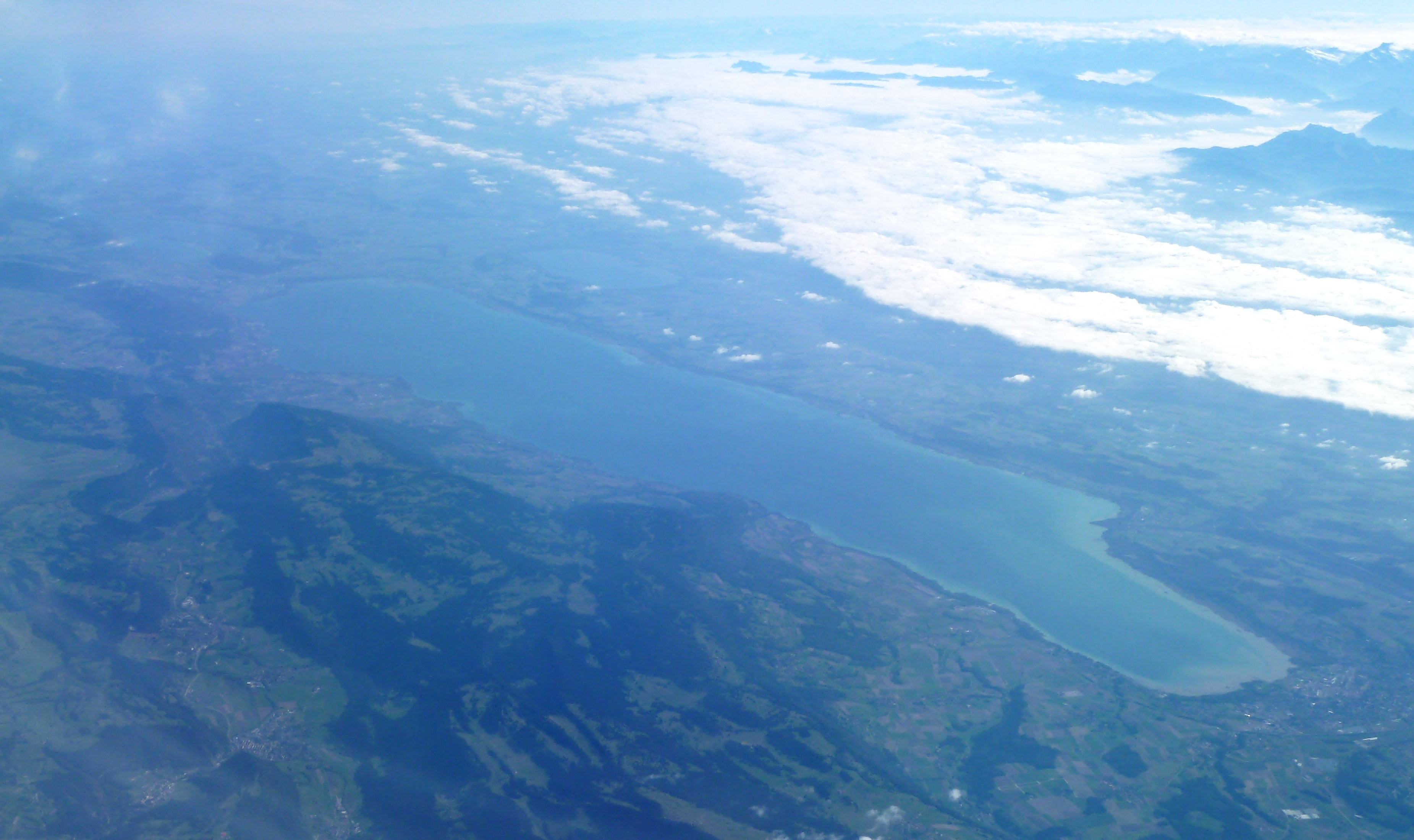
Vue aérienne du lac de Neuchâtel.

Le lac de Neuchâtel est situé au pied du Jura, sur le Plateau suisse. Principalement en Suisse romande il borde le territoire de quatre cantons : Neuchâtel (86 km2), Vaud (74 km2), Fribourg (53 km2) et Berne (2 km2).

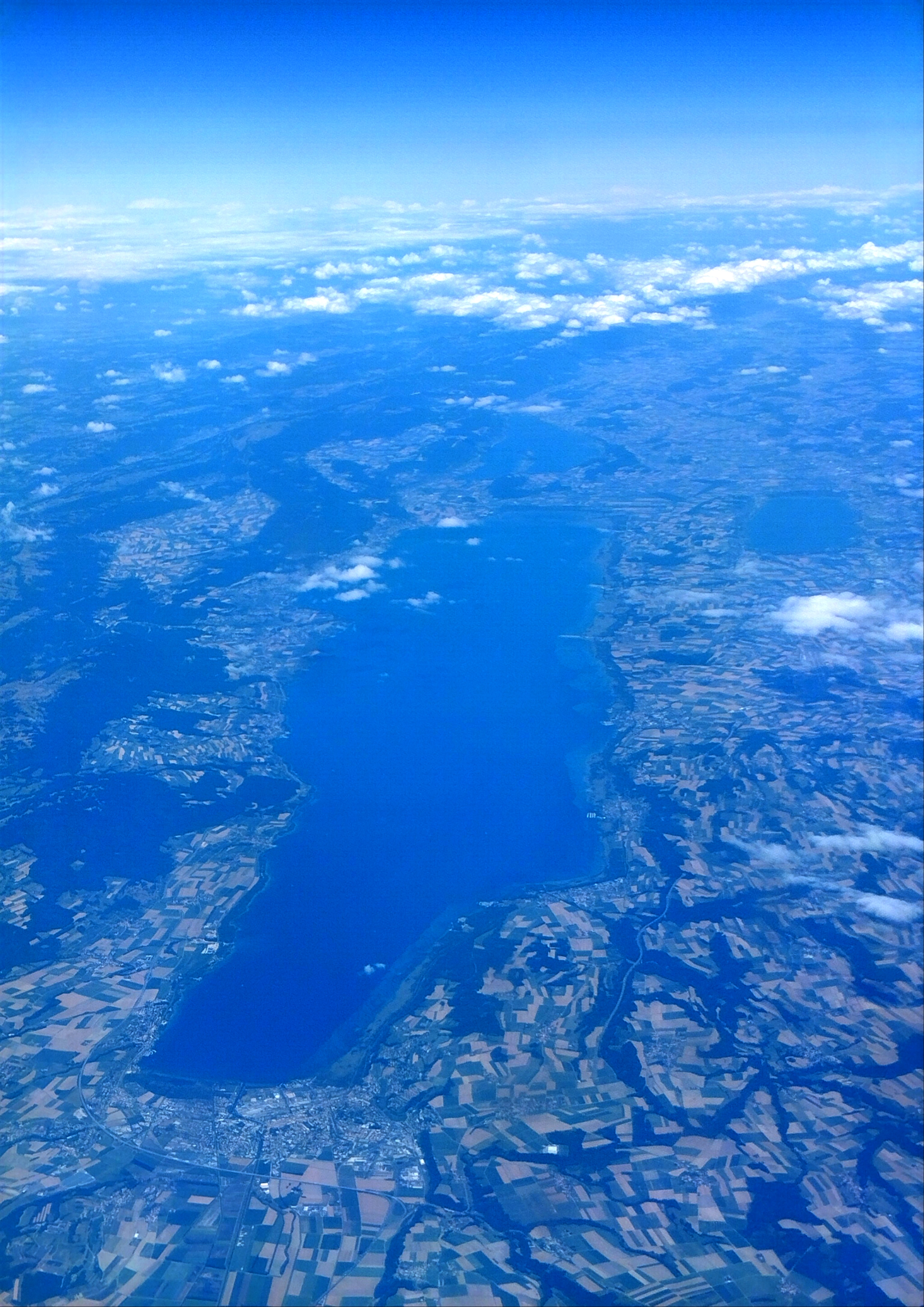
Vue aérienne du lac de Neuchâtel - Juillet 25

Ses principaux affluents sont la Thièle et le canal de la Broye qui le relie au lac de Morat. Il se déverse dans le lac de Bienne par le canal de la Thielle (Zihlkanal). Depuis la correction des eaux du Jura, il sert, avec le lac de Morat, de bassin de compensation pour les eaux de l'Aar s'écoulant dans le lac de Bienne. En effet, si le niveau de ce dernier monte trop, l'écoulement peut se stopper voire aller dans le sens inverse.
Le lac de Neuchâtel mesure 38 km de long et a une largeur maximale de 8,2 km. Sa profondeur maximale est de 152 m et sa capacité est estimée à 14 km3. C'est le plus grand lac situé entièrement sur le territoire suisse. En effet, le Léman et le lac de Constance sont partagés avec des pays limitrophes.

## Histoire et préhistoire
Le lac était fréquenté par l'homme préhistorique comme en témoignent les vestiges archeologiques : site de la station lacustre d'Auvernier ; pirogue du Premier Âge du Fer, en chêne, vieille de 2500 ans trouvée dans le lac. On y a notamment aussi trouvé des ossements d'ours brun et de castor eurasiatique (deux espèces alors presque omniprésentes en Europe). Plusieurs monuments mégalithiques bordent le lac comme l'alignement de Clendy et les menhirs de Gorgier, de Grandson, de Saint-Aubin-Sauges et de Vauroux, ainsi qu'un imposant bloc erratique, la pierre du Mariage.
Alors qu'apparaissent les premières villes helvètes, le mont Vully qui fut une grande place forte d'environ 50 hectares aménagée vers 120 av. J.-C., contrôlant les lacs de Morat et de Neuchâtel et la Tène reste presque inoccupé. Ce qui est aujourd'hui Yverdon-les-Bains situé sur un cordon littoral de l'autre côté du lac est un lieu de moindre ampleur (3 à 4 hectares) occupé dès le IVe siècle av. J.-C. puis fortifié en 80 av. J.-C. au moyen d'un long et solide rempart à poteaux frontaux (comme celui du Vully), avant que cet oppidum (Eburodunum) devienne un vicus aux premiers siècles de notre ère.
La première mention écrite du lac date de l'an 998, où l'on parle d'un laci everdunensis (soit lac d'Yverdon, de son nom latin Eburodunum) auprès duquel est fondé le prieuré de Bevaix. L'appellation domine pendant tout le Moyen Âge, la cohabitation avec l'actuel lac de Neuchâtel étant toutefois fréquente dès le XVe siècle. Ce dernier s'imposera définitivement au cours du XIXe siècle, notamment avec l'abaissement du niveau du lac et le développement du chemin de fer vaudois, qui réduiront l'importance portuaire d'Yverdon.

## Activités

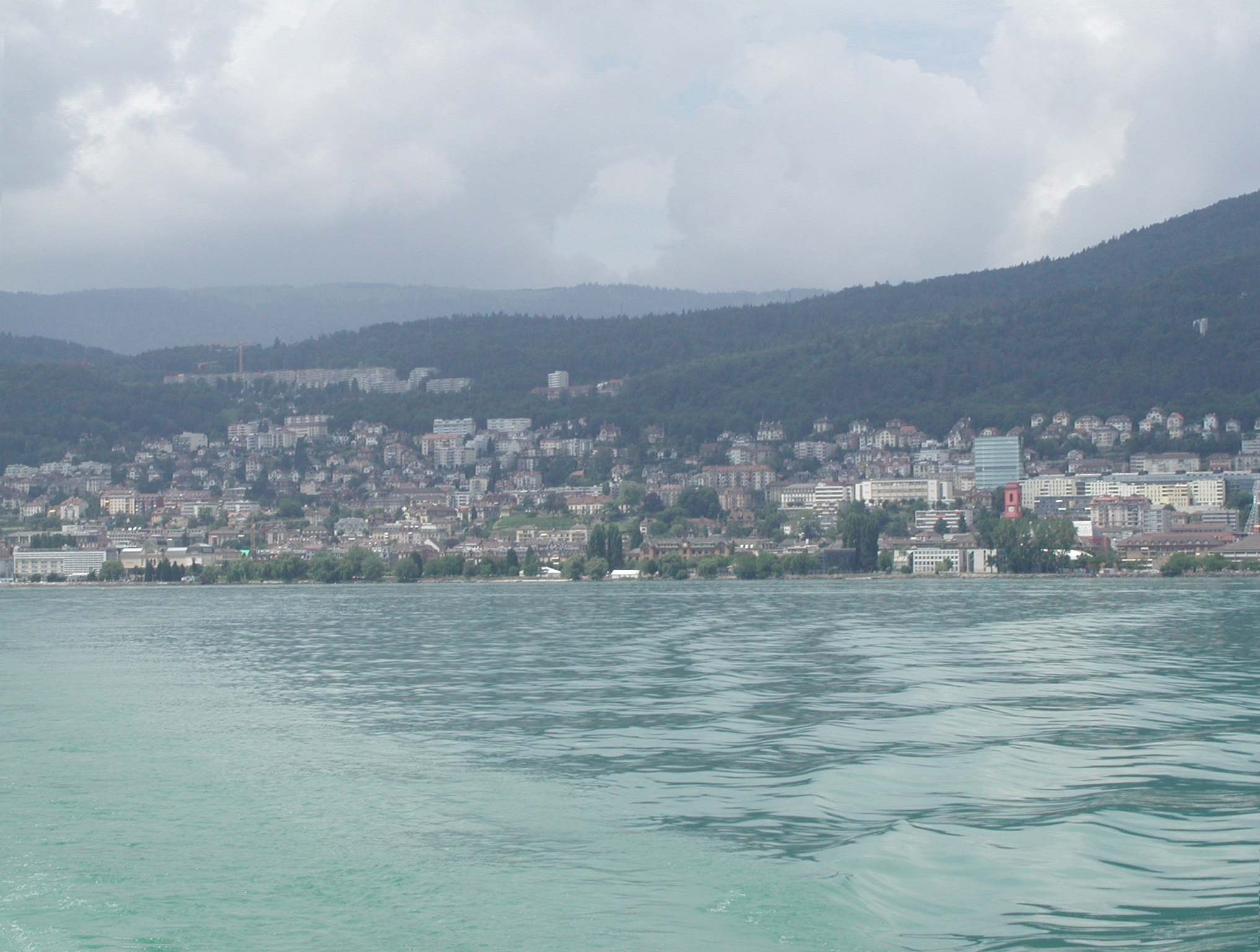
Neuchâtel vu du large.

Le fond du lac est exploité depuis plusieurs décennies dans des gravières. Pour réparer certaines séquelles de cette exploitation, 2,5 millions de m3 de déchets d'excavation routière provenant de la N5 ont été immergés dans le lac pour combler des fosses de dragage désaffectées (17 ha de fosses atteignant 40 m environ de profondeur, comblées sur 7 m de hauteur environ). Ce comblement partiel a été effectué à proximité de zones encore exploitées, via un tube vertical télescopique installé sur un ponton, de manière à limiter les émissions de particules dans la colonne d'eau du lac).
De nombreux vignobles sont cultivés sur les rives du lac, en particulier sur la rive nord. On y cultive principalement les cépages blanc chasselas et rouge pinot noir avec lequel on fait du rosé appelé Œil-de-Perdrix.
Le tourisme est important dans la région mais est surtout concentré dans les villes qui bordent le lac : Yverdon-les-Bains, Neuchâtel, Estavayer-le-Lac. Le tourisme lacustre est aussi développé (principalement) sur sa rive sud.
Une « carte marine » du lac de Neuchâtel est éditée par Jean de Bosset, capitaine au long cours. Elle est utile aux navigateurs et pêcheurs, signalant par exemple une colline sous-marine, au large de la pointe d'Areuse, qui remonte jusqu'à −7 mètres de la surface (nom courant : La Motte).
Si la navigation sur le lac est essentiellement touristique et plaisancière, la pêche y est encore pratiquée professionnellement, mais à très petite échelle : 324 000 kg par année, essentiellement des corégones blancs (bondelle, palée) et des perches.

## Faune

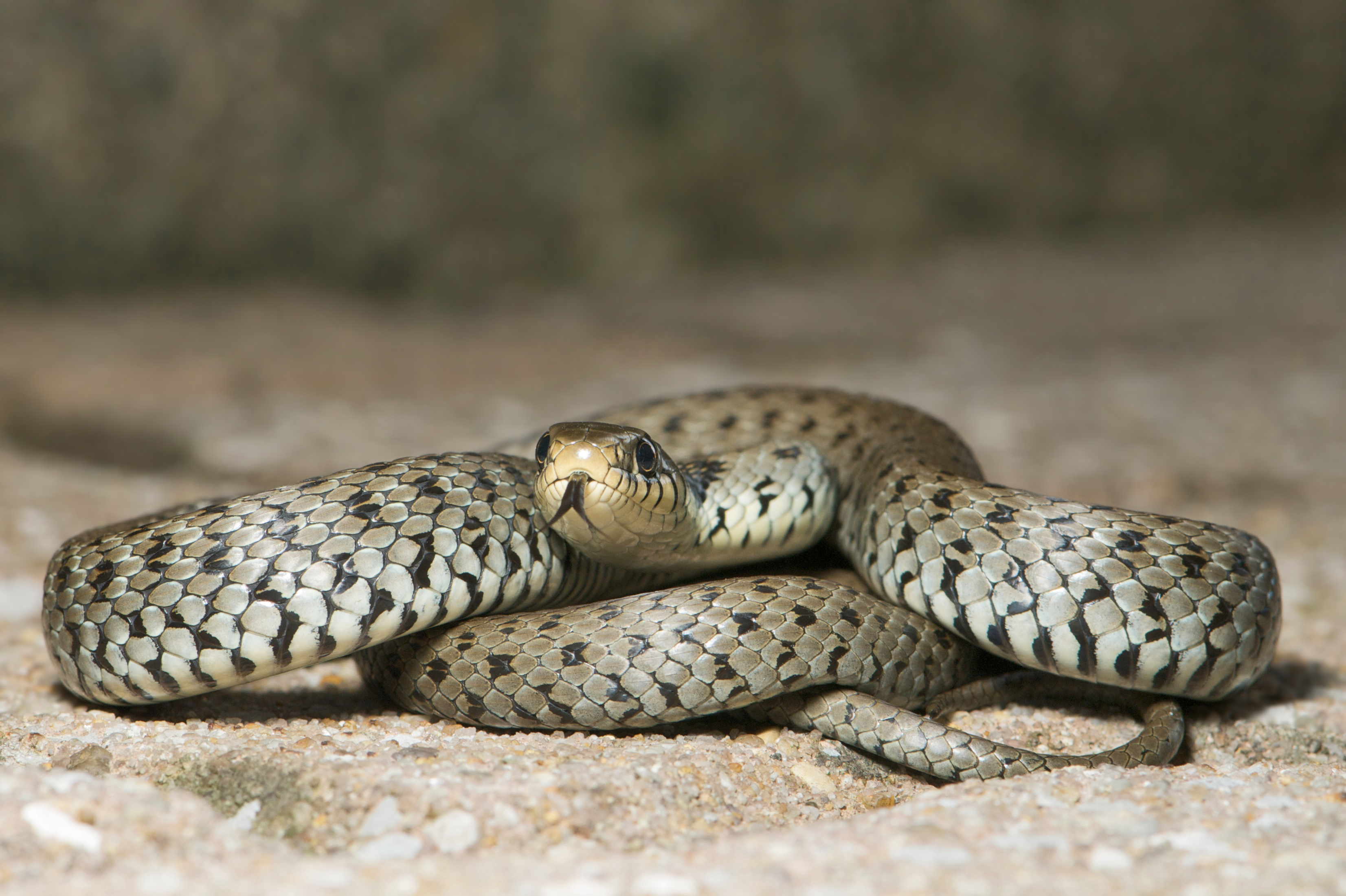
Une couleuvre à collier.

Le lac de Neuchâtel abrite de nombreuses espèces animales et est reconnu comme zone d’hivernage d’importance internationale pour les oiseaux d'eau. En novembre 2018, l'AGC (Association de la Grande Cariçaie) dénombre environ 76 421 oiseaux d'eau sur le lac de Neuchâtel.
Il abrite 36 espèces de poissons dont plusieurs menacées sur le plan international. Certaines espèces sont emblématiques du lac de Neuchâtel comme le Brochet, la Perche ou encore le Silure glane (poisson pouvant mesurer plus de deux mètres et peser plus de 100 kg). La plupart des poissons sont liés pour le frai aux hauts-fonds littoraux, aux marais ou aux cours d’eau de la Grande Cariçaie. D'autres, à l'instar de la Truite lacustre, quittent le lac à la fin de l'automne pour remonter les rivières afin de pondre leurs œufs.
Aux bords des rives on retrouve entre autres : douze espèces de reptiles dont six autochtones (la Couleuvre à collier, la Coronelle lisse, le Lézard vivipare, le Lézard des souches, le Lézard des murailles et l'Orvet fragile) et environ 16 espèces de batraciens (avec la population de Triton lobé la plus importante de Suisse, dans les marais de la bordure méridionale du lac).
En outre, les rives du lac sont des zones appréciées des castors, même en zone urbanisée.

## Protection de la nature
Le long de la rive sud, s'étend la Grande Cariçaie. Le littoral est un lieu apprécié des ornithologues pour l'observation d'espèces aquatiques (La Sauge). Mais la protection des sites naturels se heurte souvent aux impératifs économiques ou touristiques.
En hiver, le lac accueille environ 38 espèces d'oiseaux d'eau (48 avec les laridés et les ardéidés) pour un total de 68 000 oiseaux (selon le recensement du 13 novembre 2016). Il y avait alors 19 000 fuligules milouins, 14 000 nettes rousses, 10 200 fuligules morillons et 7 800 foulques macroules.
158 espèces d'oiseaux nichent sur la rive sud du lac dans les marais ou les ilots de reproduction. Parmi les plus répandus : le grèbe huppé, la rousserolle effarvatte, le goéland leucophée, la foulque macroule et la locustelle luscinioïde. À ceux-ci s'ajoutent les millions d'oiseaux qui y font halte lors des migrations du printemps et de l'automne.

Principaux oiseaux hivernants
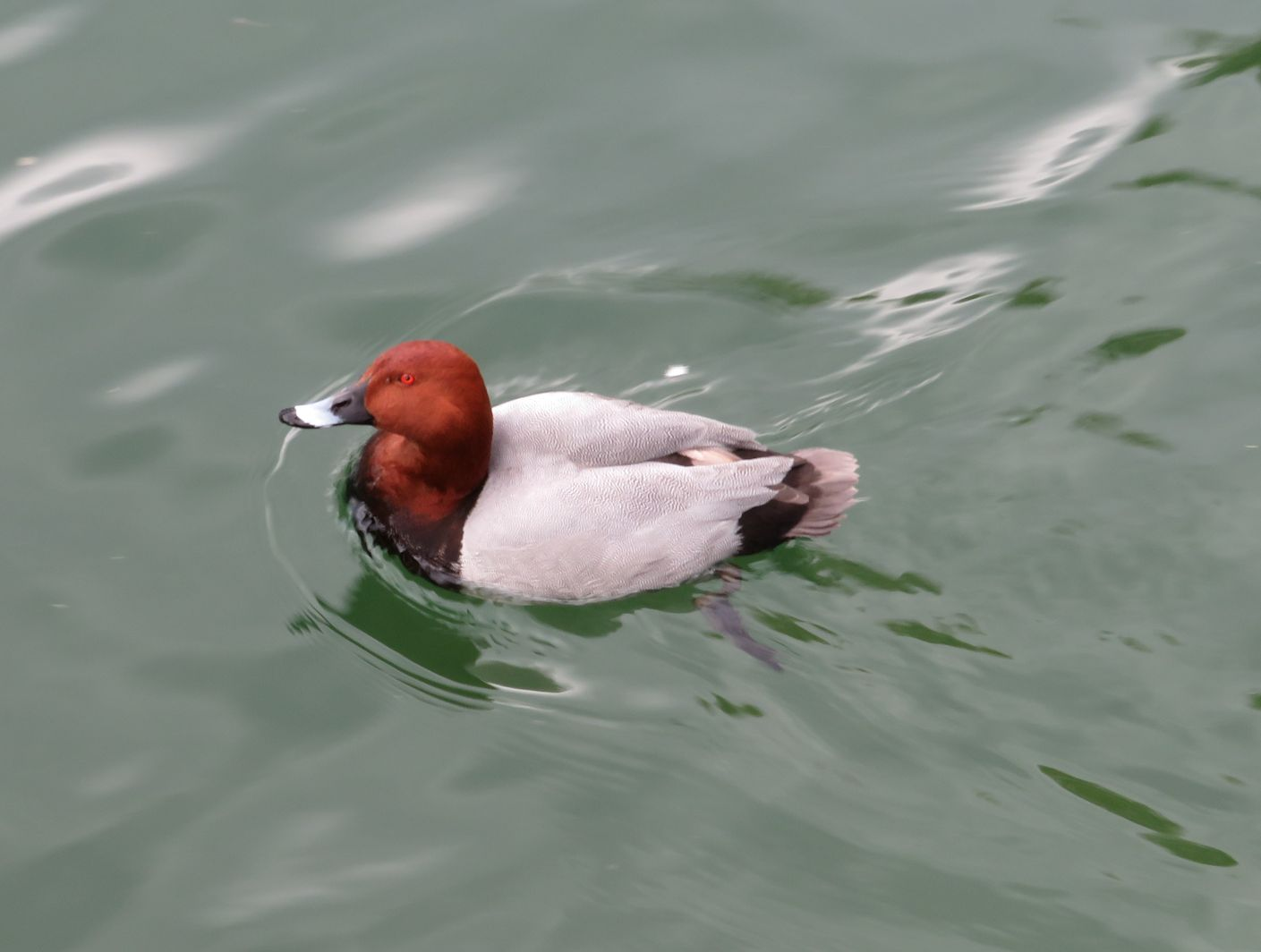
Fuligule milouin.
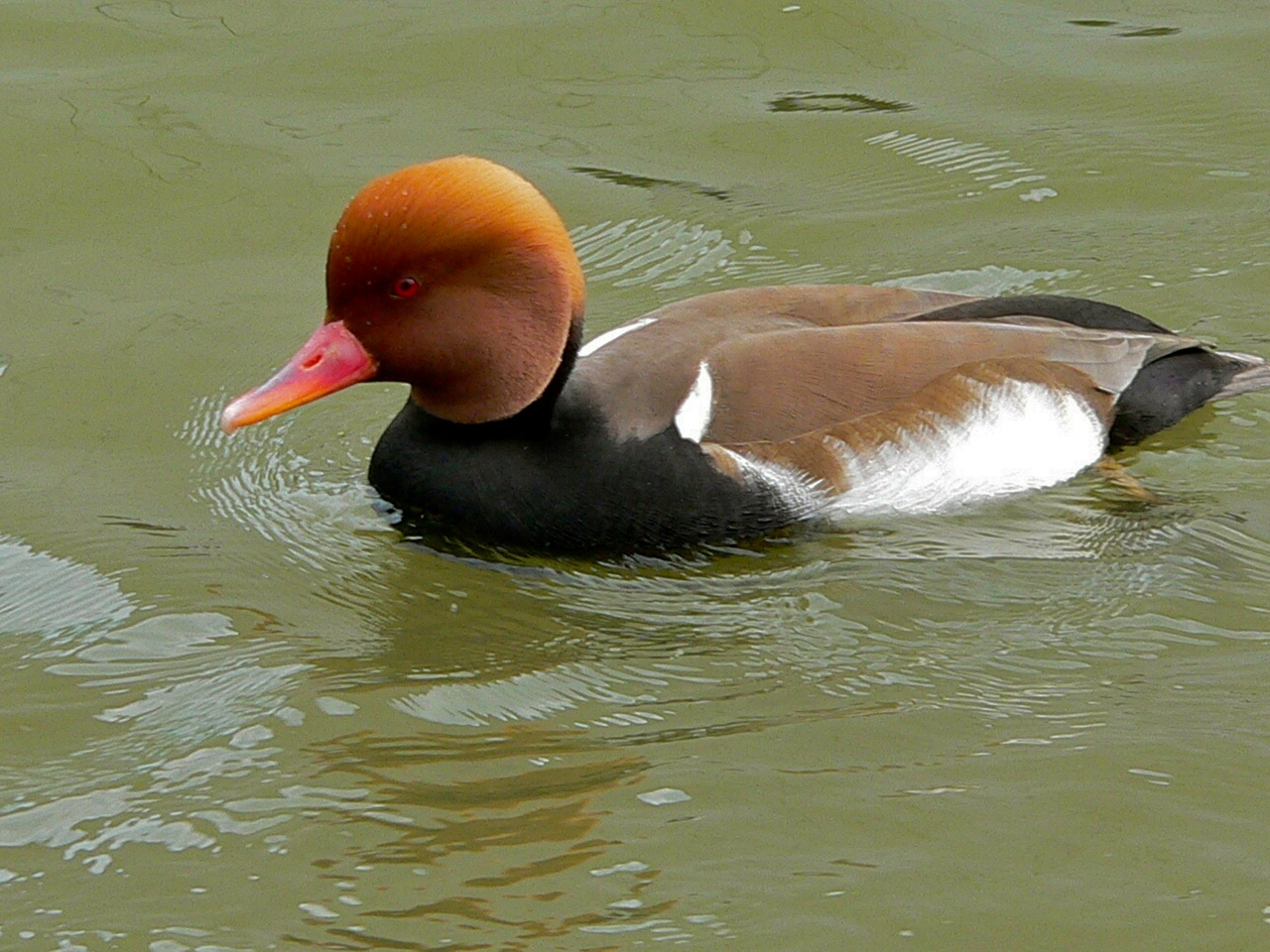
Nette rousse.
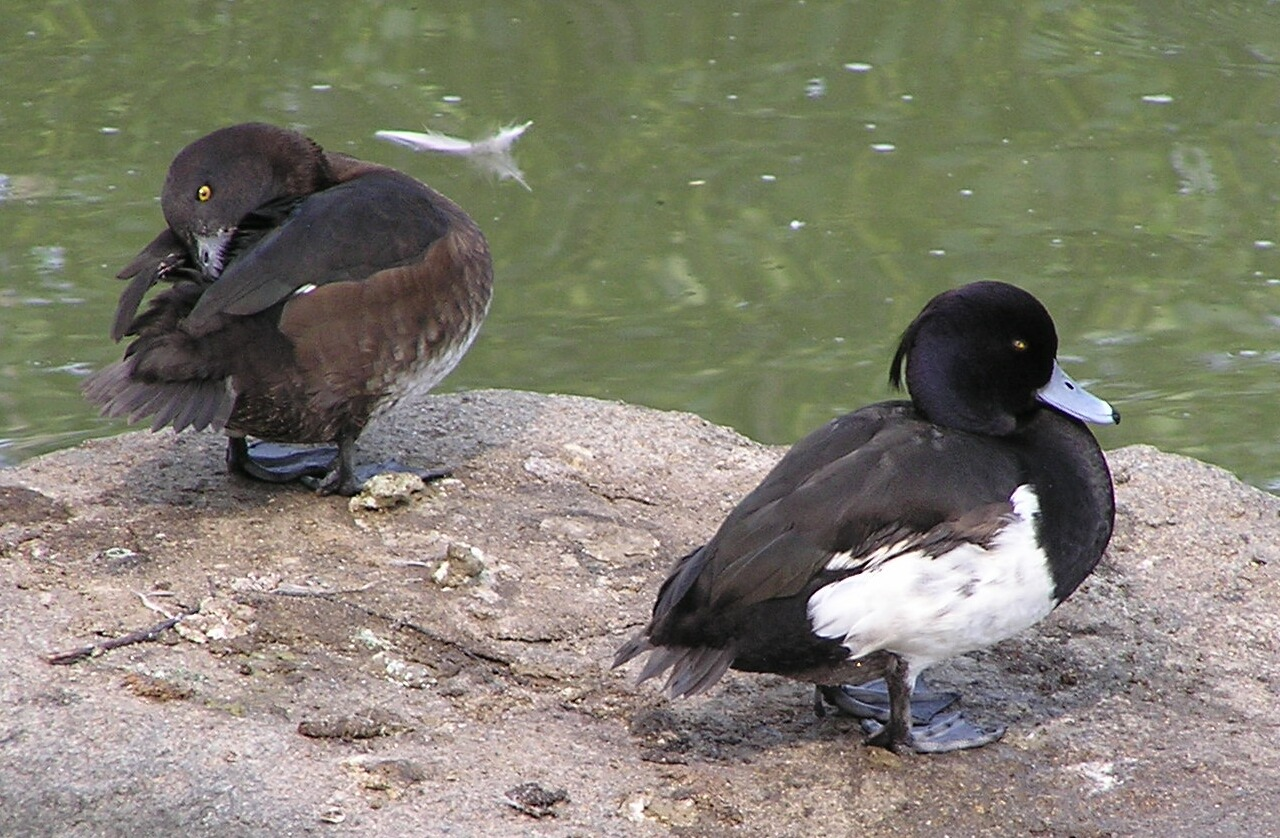
Couple de fuligules morillons.
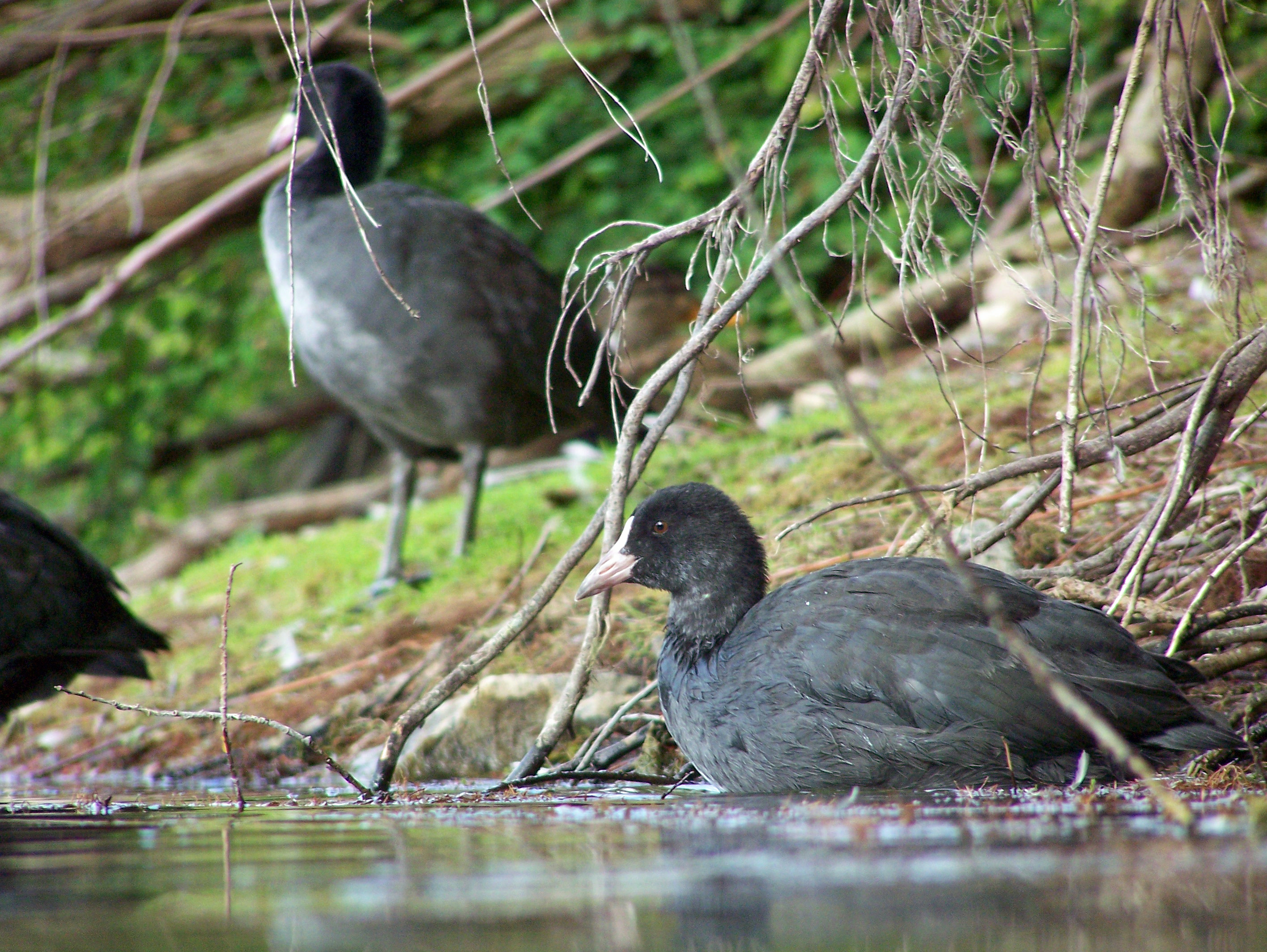
Foulque macroule.

## Littérature
Ce lac fut très apprécié par Jean-Jacques Rousseau, qui le compare au Léman dans Les Rêveries du promeneur solitaire (1782).
C'est au bord de ce lac que le 25 septembre 1833, Honoré de Balzac rencontra pour la première fois Ewelina Hańska, qui allait devenir sa femme le 14 mai 1850. La trace de son passage est matérialisée par deux bancs de pierre dits « Bancs de Balzac », à l'origine situés sur la « Promenade carrée de l'Évole » et déplacés ensuite sur la terrasse de la Collégiale.

## Galerie

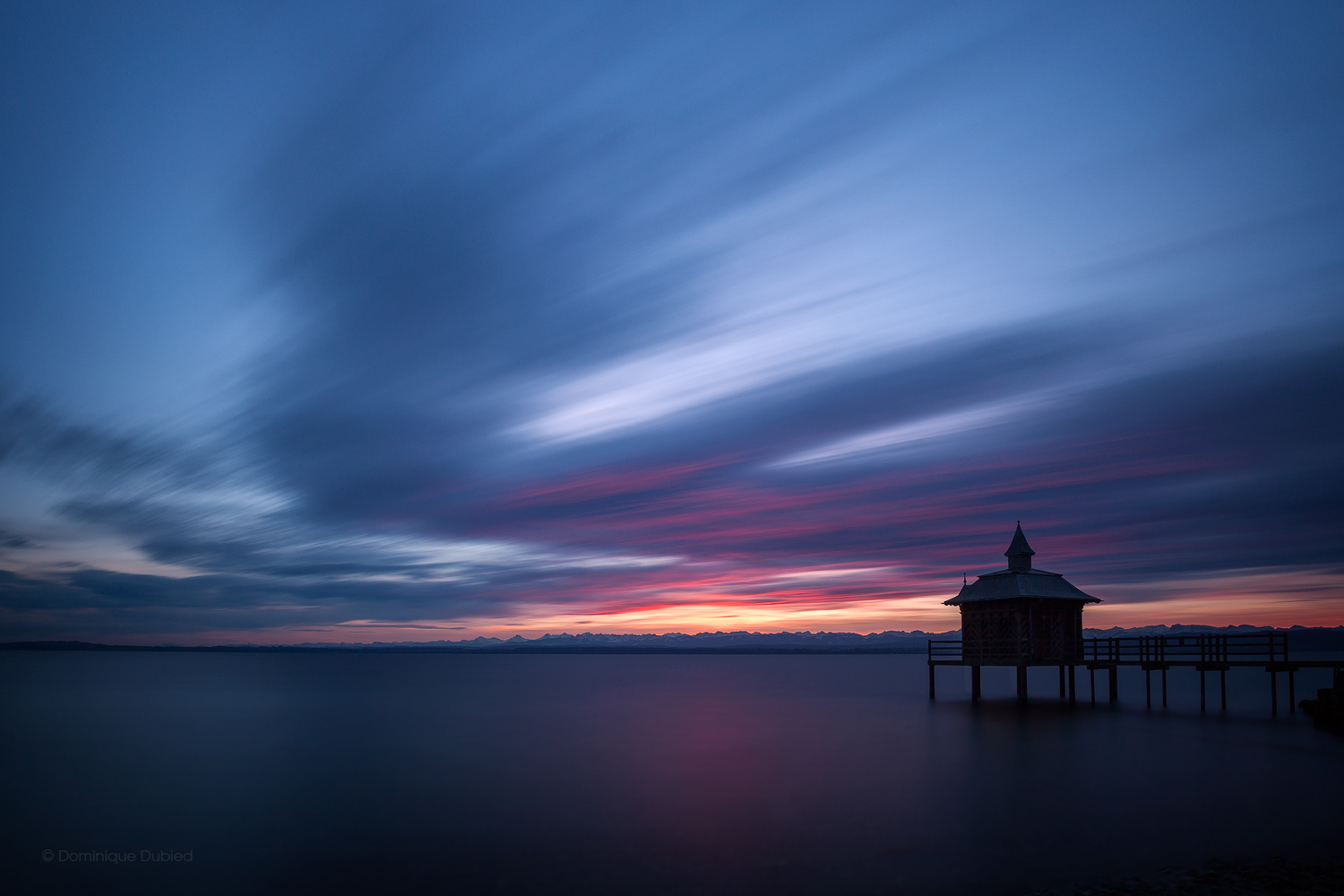
Coucher de soleil sur le lac.
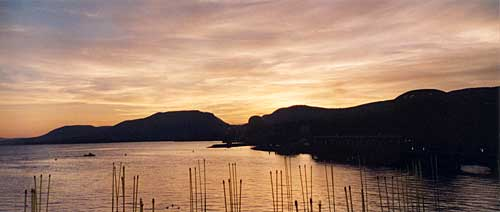
Coucher de soleil.
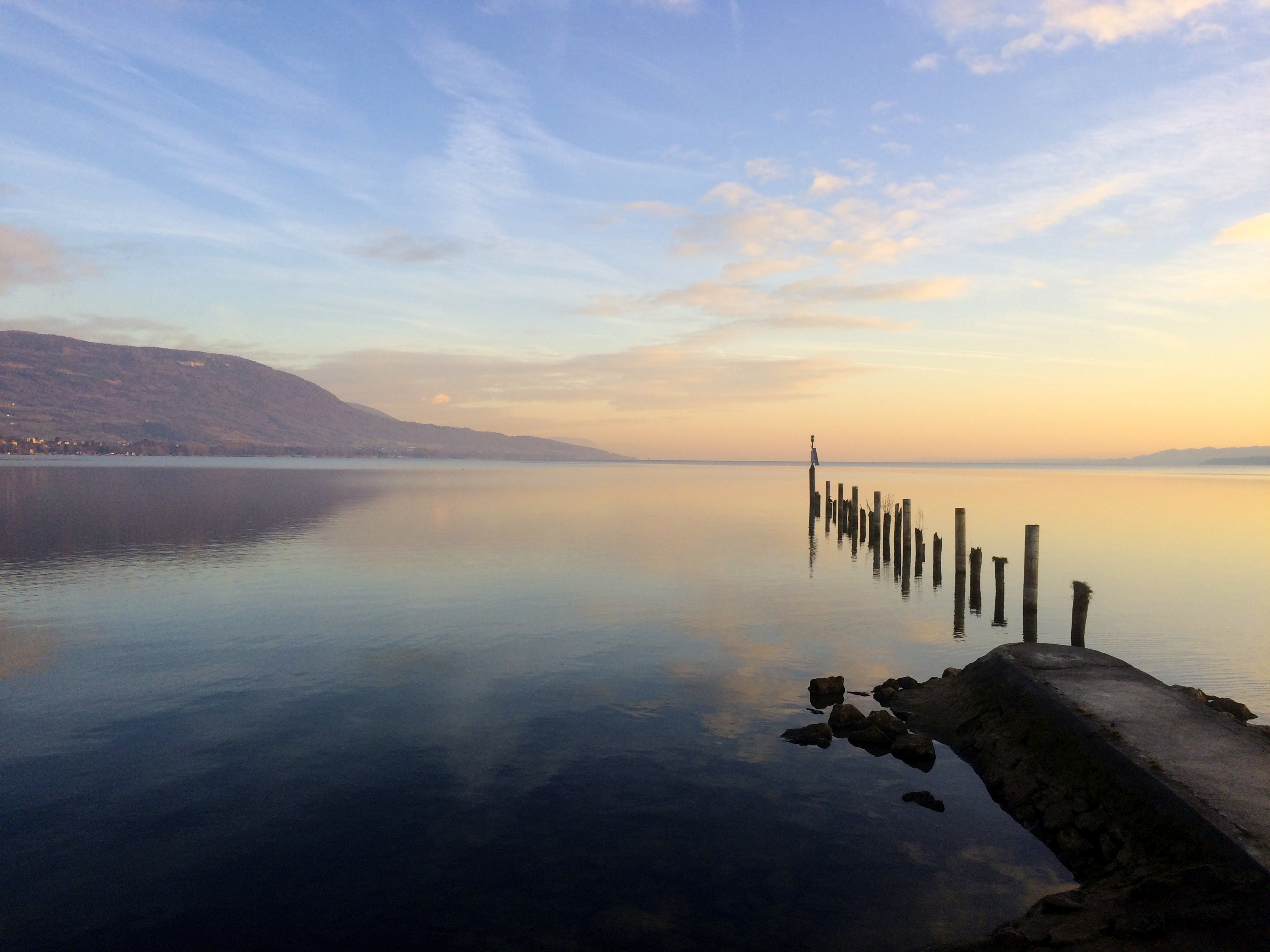
Lever de soleil sur le lac.
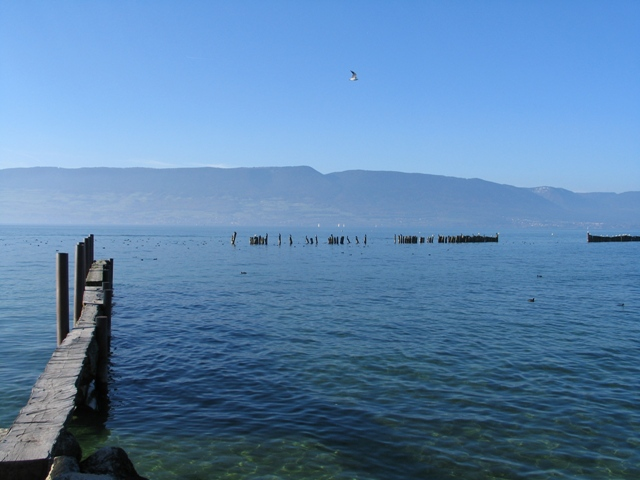
Le bord du lac depuis Estavayer-le-Lac, 24 octobre 2004.
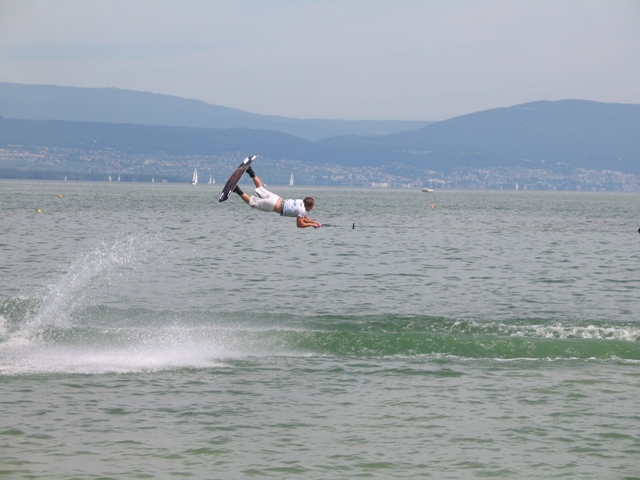
Compétition de wakeboard sur le lac de Neuchâtel, 26 juin 2004.
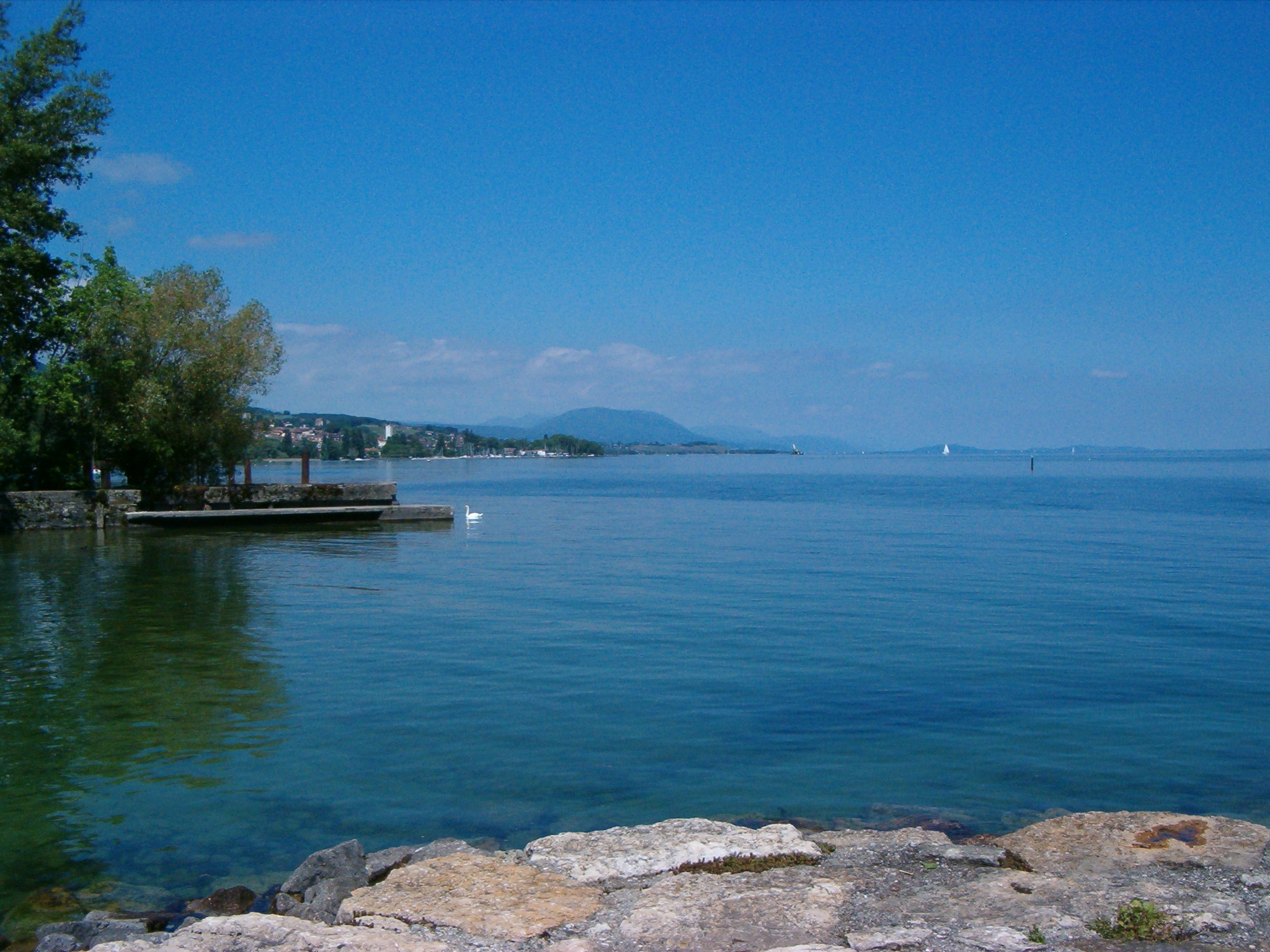
Vue à l'est depuis le débarcadère de Vaumarcus, 16 mai 2007.
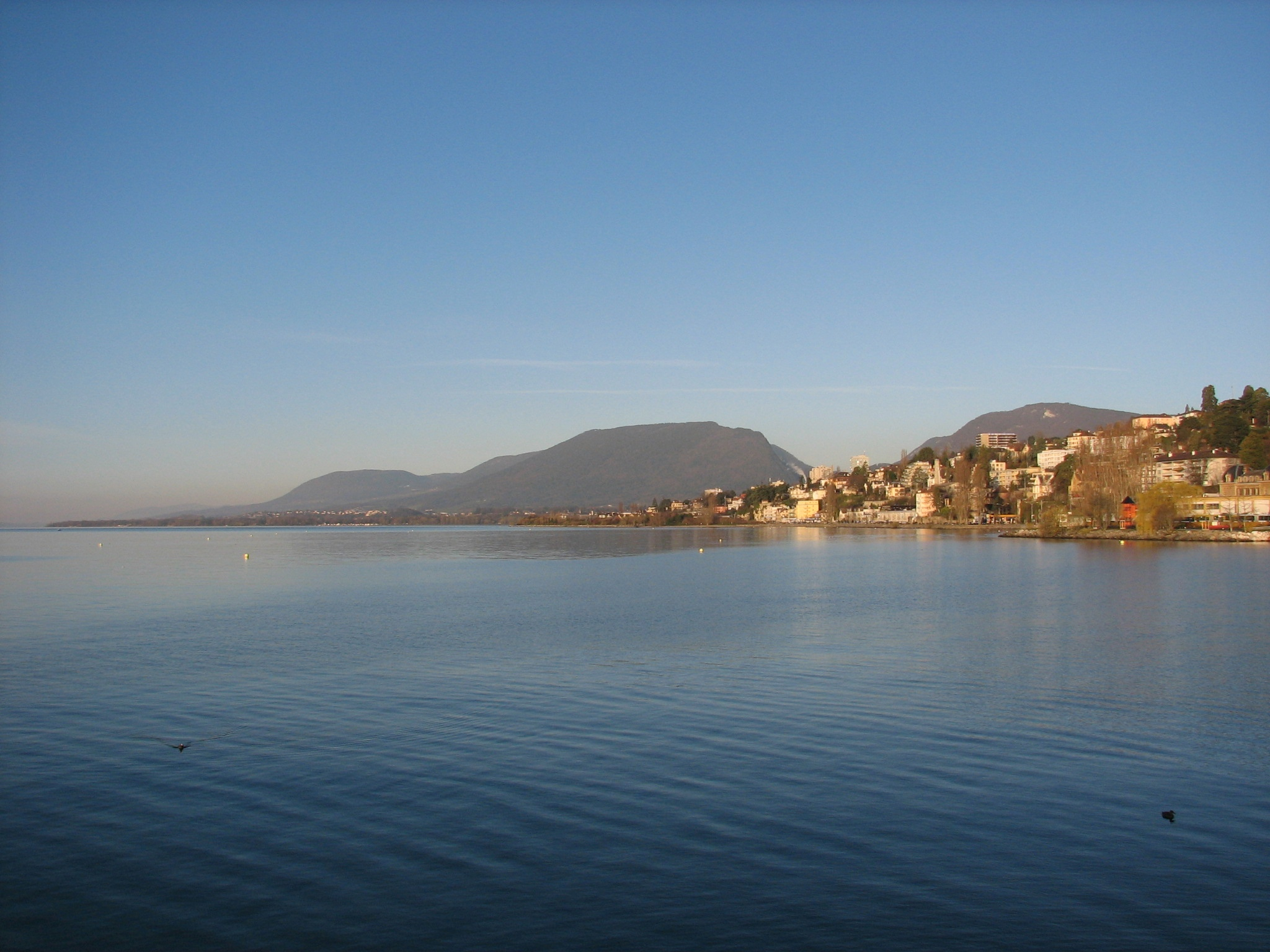
Vue depuis l'esplanade du mont Blanc.
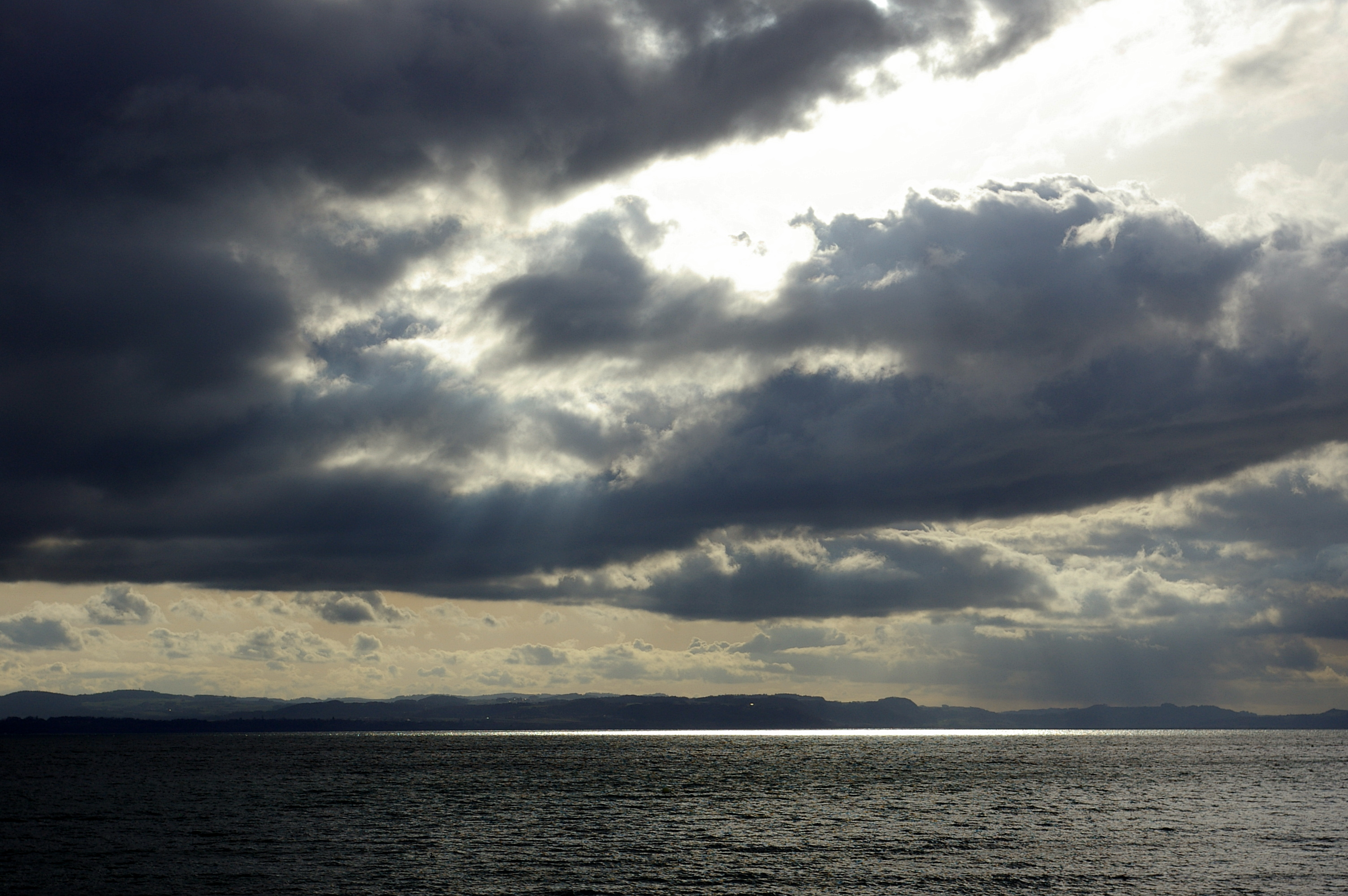
Ciel d'orage sur le lac.
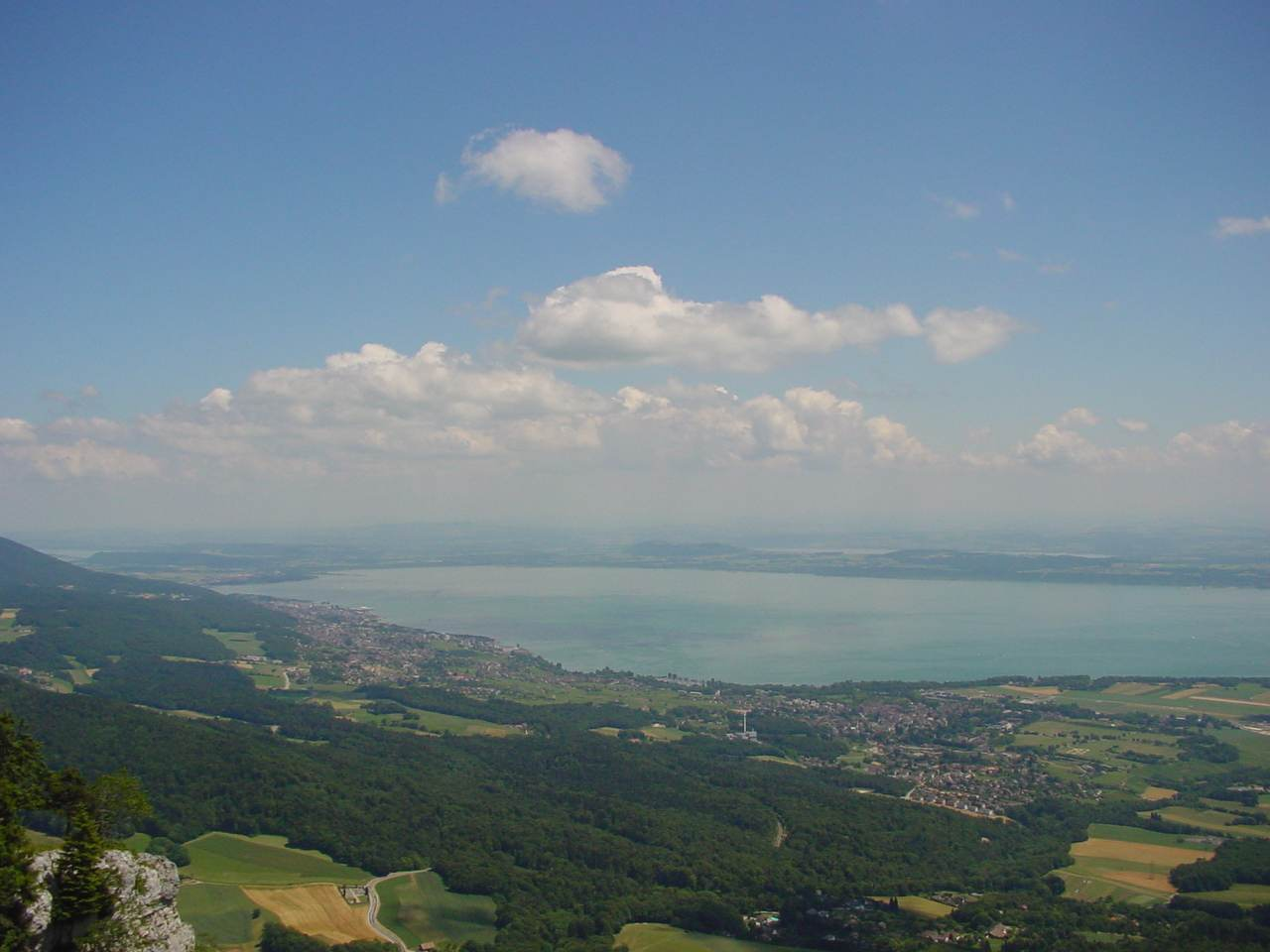
Vue depuis le rocher de Tablette.
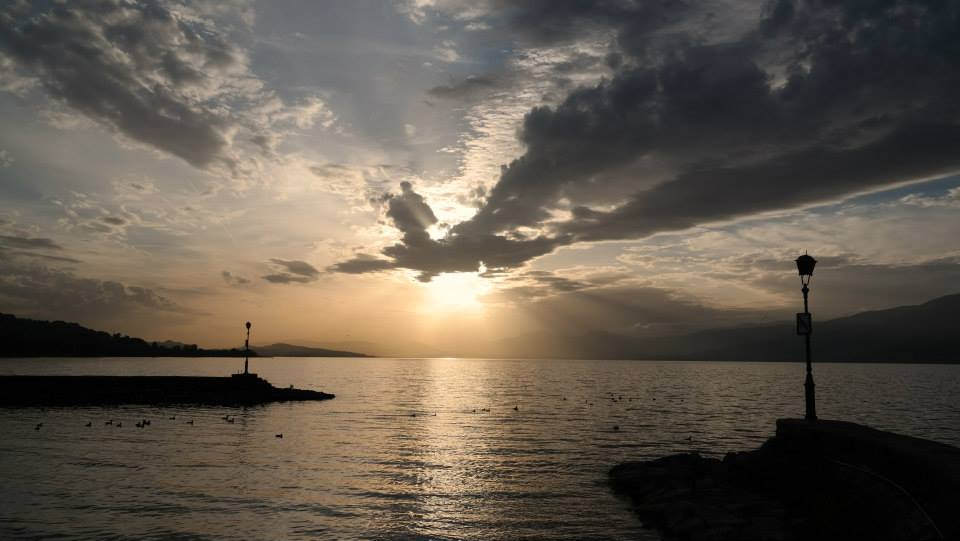
Coucher de soleil à Estavayer-le-Lac.
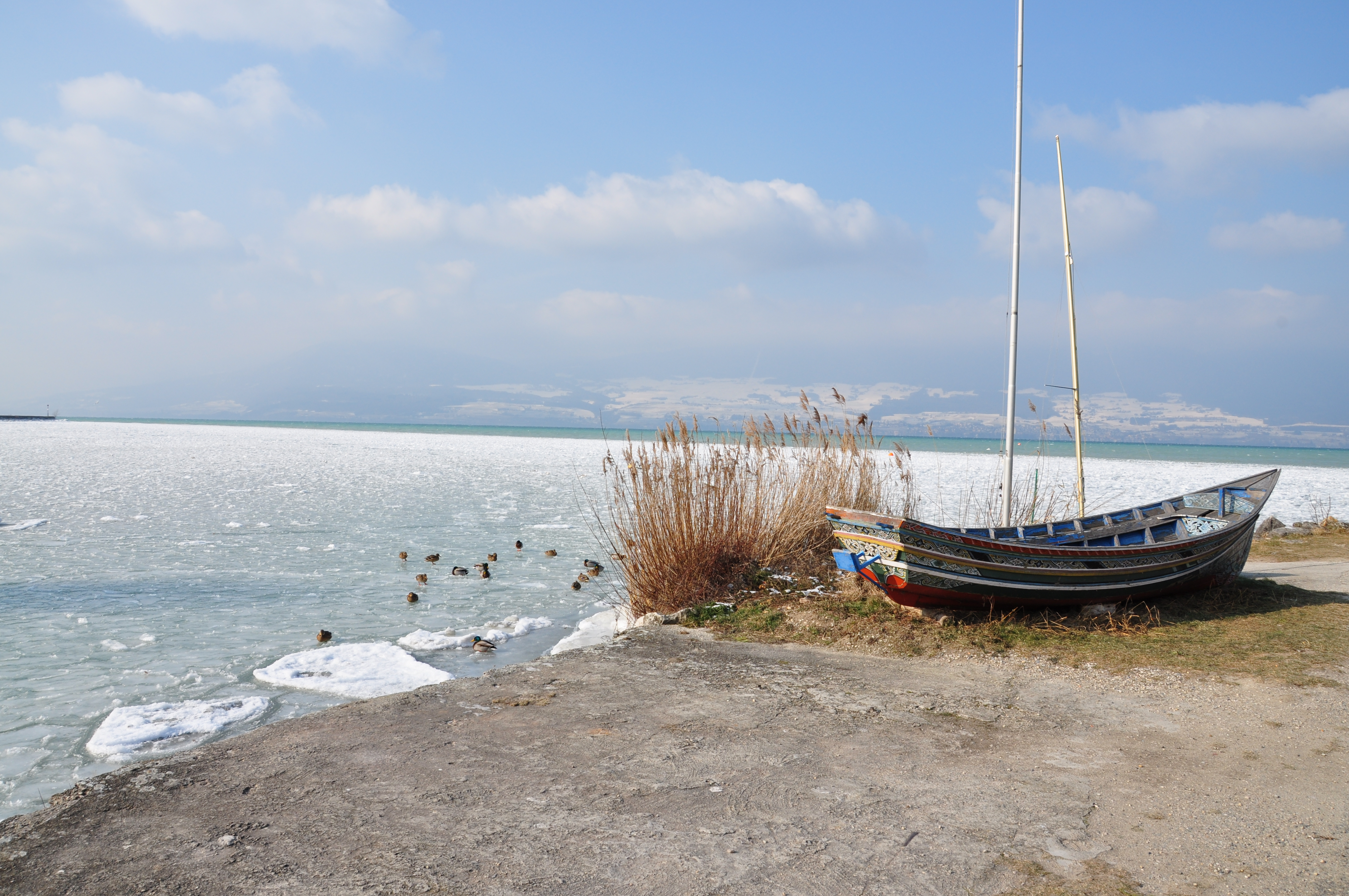
Le lac de Neuchâtel à Estavayer-le-Lac par exceptionnel grand froid (−10 °C) et bise soutenue, baie prise par la glace, février 2012.